# Walking Tall (1973)
Walking Tall is een Amerikaanse misdaadfilm uit 1973 onder regie van Phil Karlson. Het scenario is gebaseerd op het leven van de Amerikaanse sheriff Buford Pusser.

## Verhaal
Buford Pusser beëindigt zijn carrière als professioneel worstelaar en verhuist naar zijn geboortestad in Tennessee. Zijn terugkeer viert hij samen met vrienden in een casino. Wanneer Pusser daar bezwaar maakt tegen fraude, ontstaat er dadelijk een gevecht. Daarbij raakt hij gewond. Als de sheriff zijn schouders ophaalt over die wantoestanden, besluit Pusser naar zijn ambt te kandideren.

## Rolverdeling
| Acteur            | Personage     |
| ----------------- | ------------- |
| Joe Don Baker     | Buford Pusser |
| Elizabeth Hartman | Pauline       |
| Leif Garrett      | Mike          |
| Dawn Lyn          | Dwana         |
| Noah Beery jr.    | Grootvader    |
| Lurene Tuttle     | Grootmoeder   |
| Ed Call           | Lutie McVeigh |
| Dominck Mazzie    | Bozo          |
| Lynn Borden       | Margie Ann    |
| Brenda Benet      | Luan Paxton   |
| Arch Johnson      | Buel Jaggers  |
| Russell Thorson   | Ferrin Meaks  |
| Gil Perkins       | Uitsmijter    |
| Carey Loftin      | Dobbelaar     |
| Warner Venetz     | Man met stok  |